# جون كارلوس دي لوس رييس
جون كارلوس دي لوس رييس هو سياسي فلبيني، ولد في 14 فبراير 1970. نشط حزبياً في Ang Kapatiran ‏.